# Face It Alone
Face It Alone è un singolo del gruppo musicale britannico Queen, pubblicato il 13 ottobre 2022 come unico estratto dalla riedizione del tredicesimo album in studio The Miracle.

## Descrizione
Il brano venne registrato nel 1988, durante le sessioni dell'album, venendo tuttavia accantonato e lasciato incompiuto. Nei primi anni duemila circolò in rete una versione demo molto grezza nel suono e con parti mancanti. Solo nel 2022 il batterista Roger Taylor e il chitarrista Brian May ne hanno annunciato la pubblicazione al fine di lanciare il cofanetto The Miracle Collector's Edition.

## Video musicale
Il video, realizzato da Simon Lupton, è stato reso disponibile il 21 ottobre 2022 attraverso il canale YouTube del gruppo.

## Tracce
Download digitale
1. Face It Alone – 4:07

CD, 7"
1. Face It Alone – 4:10
2. Face It Alone (Karaoke Version) – 4:10

## Formazione
- Freddie Mercury - voce, tastiera
- Brian May – chitarra
- Roger Taylor – batteria, percussioni
- John Deacon – basso

## Classifiche
| Classifica (2022) | Posizione massima |
| ----------------- | ----------------- |
| Belgio (Vallonia) | 45                |
| Portogallo        | 110               |
| Regno Unito       | 90                |
| Svizzera          | 24                |